# Ovidiopol'
Ovidiopol' (in ucraino Ові́діополь?; in russo Овидиополь?; in turco Hacıdere) è un insediamento rurale ucraino (11 407 abitanti) nel distretto di Odessa, nell'oblast' di Odessa. Ospita l'amministrazione della comunità territoriale di Ovidiopol', una delle comunità territoriali dell'Ucraina.
Fino al 18 luglio 2020 Ovidiopol' era il centro amministrativo del distretto di Ovidiopol', abolito come parte della riforma amministrativa dell'Ucraina, che ha ridotto a sette il numero dei distretti dell'oblast' di Odessa. L'area del distretto di Ovidiopol' è stata fusa nel distretto di Odessa.
Fino al 26 gennaio 2024 Ovidiopol' era classificata come insediamento di tipo urbano. Da tale data è entrata in vigore una nuova legge che ha abolito questo status e Ovidiopol' è stata riclassificata come insediamento rurale,
Ovidiopol' è situata nel sud-ovest del paese, sulle rive nord-orientali di uno dei più grandi liman dell'Ucraina: quello del Dnestr.

## Geografia
Ovidiopol' sorge sulla sponda sinistra del liman del Nistro, di fronte alla città di Bilhorod-Dnistrovs'kyj, a 40 km a sud-ovest di Odessa.

## Storia
Menzionata per la prima volta nel XVII secolo come Hacıdere, era inclusa all'interno dei territori dell'Impero ottomano. Nel 1769, durante la guerra russo-turca, fu attaccata dai cosacchi zaporoghi. Vent'anni dopo, in occasione di un altro conflitto tra i russi e gli ottomani fu conquistata dalle truppe della zarina Caterina II. In seguito al trattato di Iași del 1791 Hacıdere fu ceduta all'Impero russo.
L'anno successivo i russi iniziarono a costruirvi una moderna fortezza. Questa struttura, oltre ad essere dotata di un apposito porto, era inserita in un più vasto sistema difensivo situato lungo la nuova frontiera russo-turca, al fine di contrastare la roccaforte ottomana di Akkerman, posta sulla sponda opposta nel Nistro. La posa della prima pietra della piazzaforte, il cui sito fu scelto personalmente dal maresciallo Aleksandr Vasil'evič Suvorov, avvenne il 15 giugno 1793. Due anni dopo Caterina II, che già aveva rinominato alcune località della costa del mar Nero con nomi che rievocavano il mondo classico, ribattezzò la fortificazione Ovidiopol'. Il motivo della scelta di tale toponimo è da attribuirsi alla supposizione, errata, fatta dal letterato moldavo Dimitrie Cantemir nella sua Descriptio Moldaviae, che un lago nei pressi di Akkerman un tempo si chiamasse Lacul Ovidului poiché proprio qui vi era morto il poeta romano Ovidio.
Il 26 ottobre 1941 Ovidiopol' fu occupata dalle truppe naziste e dai loro alleati rumeni. Quest'ultimi, il giorno stesso del loro arrivo, uccisero circa 150 ebrei del villaggio. La restante parte della locale comunità ebraica venne deportata in Transnistria.